# Le Genévrier dans la plaine
Le Genévrier dans la plaine est un passage de l'Ancien Testament, dans le livre de Jérémie, qui aborde le sujet du péché et de l'aridité du cœur.

## Texte

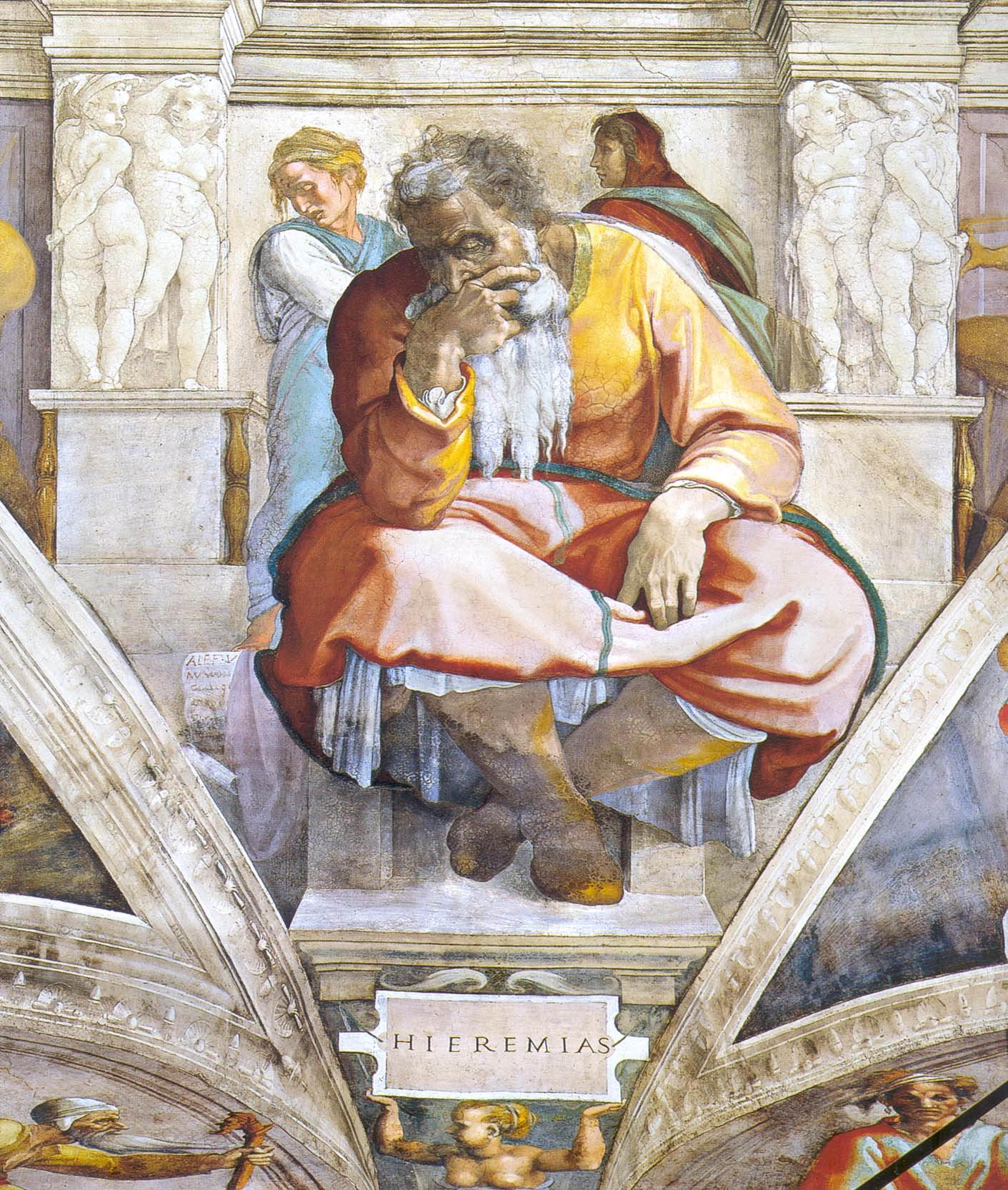
Jéremie, peint par Michel-Ange à la Chapelle Sixtine.

Livre de Jérémie, chapitre 17, versets 1 à 10 (traduction d'après la Bible Louis Segond) :

« Le péché de Juda est écrit avec un burin de fer, Avec une pointe de diamant ; Il est gravé sur la table de leur cœur, Et sur les cornes de vos autels. Comme ils pensent à leurs enfants, ainsi pensent-ils à leurs autels Et à leurs idoles d'Astarté près des arbres verts, Sur les collines élevées. Je livre au pillage ma montagne et ses champs, tes biens, tous tes trésors, Et tes hauts lieux, à cause de tes péchés, sur tout ton territoire. Tu perdras par ta faute l'héritage que je t'avais donné ; Je t'asservirai à ton ennemi dans un pays que tu ne connais pas ; Car vous avez allumé le feu de ma colère, Et il brûlera toujours. Ainsi parle l'Éternel : Maudit soit l'homme qui se confie dans l'homme, Qui prend la chair pour son appui, Et qui détourne son cœur de l'Éternel ! Il est comme un genévrier dans le désert, Et il ne voit point arriver le bonheur ; Il habite les lieux brûlés du désert, Une terre salée et sans habitants. Béni soit l'homme qui se confie dans l'Éternel, Et dont l'Éternel est l'espérance ! Il est comme un arbre planté près des eaux, Et qui étend ses racines vers le courant ; Il n'aperçoit point la chaleur quand elle vient, Et son feuillage reste vert ; Dans l'année de la sécheresse, il n'a point de crainte, Et il ne cesse de porter du fruit. Le cœur est tortueux par-dessus tout, et il est méchant : Qui peut le connaître ? Moi, l'Éternel, j'éprouve le cœur, je sonde les reins, Pour rendre à chacun selon ses voies, Selon le fruit de ses œuvres. »

## Interprétation chrétienne protestante
La Bible Segond 21 dénomme ce texte « le péché gravé dans le cœur » ; tandis que la Bible du Semeur l'appelle « le cœur corrompu ». Cet ouvrage donne même deux références afin d'expliquer ce passage. L'une dit que les massifs d'arbres étaient utilisés dans l'antiquité pour y perpétrer des cultes aux déesses de la fécondité. L'autre renvoie au Psaume 1 qui dit : « Heureux l'homme qui ne marche pas selon le conseil des méchants, Qui ne s'arrête pas sur la voie des pécheurs, Et qui ne s'assied pas en compagnie des moqueurs, mais qui trouve son plaisir dans la loi de l'Éternel, Et qui la médite jour et nuit! Il est comme un arbre planté près d'un courant d'eau, Qui donne son fruit en sa saison, Et dont le feuillage ne se flétrit point : Tout ce qu'il fait lui réussit (Ps 1. 1-3). »

## Traduction du rabbinat
Elle évoque une bruyère dans les landes et non un génévrier dans le désert.